# Escuela Normal Superior n.° 2 Dardo Rocha
La Escuela Normal Superior N.° 2 "Dardo Rocha" es una de las tres escuelas normales de la ciudad de La Plata. Lleva el nombre de Dardo Rocha, destacado político argentino, fundador de la ciudad. Se encuentra ubicada en la manzana comprendida entre diagonal 78, calle 57 y calle 5, de la ciudad de La Plata.

## Historia

### Edificio
El edificio donde se emplaza la escuela comenzó a construirse en 1884 y fue inaugurado en 1890. Su diseño fue realizado por la Oficina de Arquitectura de la Dirección General de Escuelas en estilo neorrenacentista italiano simplificado.
Posee dos grandes entradas, cada una de hermosas y sólidas puertas de madera. Desde una se ingresa a los dos pabellones principales; los mismos conservan aún la estructura original y sólo se han renovado y refaccionado las dependencias correspondientes a direcciones y baños.
En 1890, el edificio contaba con un gran patio central con piso de ladrillos e hileras de grandes árboles. En el sector que da hacia la calle 5, un hermoso parque se usaba para dar las clases de Educación Física y para la recreación del alumnado.
A través de los años se fueron agregando aulas y  se abrieron otras entradas adicionales, como el portón central de rejas sobre diagonal 78 y el gran portón ciego, sobre 57; en lo que era el patio central se construyó un tinglado y dos alas de aulas de dos pisos, incluyendo la nueva biblioteca.

### Antecedentes
Al inaugurarse el edificio en 1890, comienza a funcionar allí la Escuela Provincial N°13, que tomaría el nombre de "Escuela Provincial N°13 Dardo Rocha" el 19 de noviembre de 1932, al celebrarse el 50 aniversario de la fundación de La Plata, como homenaje al fundador, Dardo Rocha. Este nombre se dio por decreto del Superior Gobierno de la Nación de fecha 6 de mayo de 1932.

### Creación
Ante la necesidad urgente de la ciudad de La Plata de contar con otro establecimiento nacional para la formación de maestros (ya que el único existente, Normal N.°1), se decide en 1943 crear el Normal N.°2. El local, que era propiedad de la provincia de Buenos Aires, fue cedido a la nación por el director general de escuelas, dr. Juan Antonio Bergez.
El Poder Ejecutivo encargó su organización y dirección profesional a la vicedirectora de la Escuela Normal N.°1, Angelina M. Calderoni, quien era junto al diputado Díaz, una de las promotoras de esta iniciativa. Quienes acompañaron a la profesora Calderoni en sus tareas, fueron: Como secretaria y tesorera, María Angélica Guillorme de Mauri; regente, Adela Latorre Lelong de Morón; subregente, Lía Rosa Sagardpia Ripa, y directora del jardín de infantes, Elba Cepeda.
El 8 de mayo de 1943, se realizó ante autoridades, docentes, padres, alumnos y numeroso público el acto de inauguración.
Comenzó a funcionar con las divisiones y población escolar que se consignan a continuación: Curso Normal, con 10 divisiones y un total de 383 alumnas; Departamento de Aplicación, con 15 grados y 464 alumnas. El Jardín de Infantes se creó con 4 secciones que totalizaban 100 alumnas. 
En 1948 se creó la Sección Anexa de Bachillerato turno diurno, y en 1949, durante la dirección de la sra. Oderay Ocaranza de Longuia, se creó la sección nocturna con 10 divisiones.

## Carreras
Desde su creación hasta 1969 la escuela tuvo como contrato fundacional la Formación de Maestros Normales. A partir de 1970 se otorgó el título de Bachiller Nacional. Mientras el Normal N.°1 y el Normal N.°3 continuaron con la formación de maestros mediante una carrera de nivel terciario que otorgaba el título de Profesora para la Enseñanza Primaria, la Escuela Normal siguió con la formación de Bachilleres Nacionales.
En 1988 se creó en esta institución una carrera terciaria de tres años de duración que se denominó “Magisterio de Educación Básica” (MEB), destinado a la formación de maestros primarios. Este plan de estudios que se caracterizó por su metodología y contenidos innovadores se extendió hasta 1993. También siguieron funcionando en la escuela los distintos niveles:
- El Jardín de Infantes con cuatro secciones en el turno mañana y cuatro en el turno tarde.
- El Departamento de Aplicación con 28 secciones (de 1.° a 7.° año) en el turno tarde.
- La escuela Media con 21 divisiones.

En 1993, con el último año del MEB, se creó el Profesorado Para la Enseñanza Preescolar  de tres años de duración y cuyo título habilitaba para el ejercicio docente en Jardines Infantes y Jardines Maternales.
Con la transferencia de las instituciones educativas nacionales a la provincia de Buenos Aires (Ley de Transferencia N°24.049 del año 1993) la escuela perdió el nombre que tradicionalmente la identificaba y pasó a llamarse “Unidad Académica N°96”. Los diferentes niveles recibieron su identificación de acuerdo a la rama correspondiente:
- Jardín de Infantes N.°968
- EGB N.°128
- Escuela de Enseñanza Media N.°33
- Instituto Superior de Formación Docente N.°96

A pesar de la nueva estructura indicada, la comunidad educativa de la escuela no dejó de utilizar el tradicional nombre cuando se dirigían a esta institución.
Con la Resolución N° 2947 en 2005 la escuela recuperó el nombre histórico “Escuela Normal Superior N°2, Dardo Rocha” y los niveles se identifican con el número que ya tenían, previo uso del nombre completo de la Escuela. Así está formada actualmente:
- Jardín de Infantes: 4 secciones, Turno mañana; 4 secciones, Turno tarde.
- EPB: 25 secciones (1.° a 6.° año), Turno tarde
- ESB: 17 secciones ( 1º, 2° y 3° año), Turno mañana